# Weyhausen
Weyhausen [vaɪ̯ˌhaʊ̯zn̩] ist eine Gemeinde im Landkreis Gifhorn in Niedersachsen. Sie gehört der Samtgemeinde Boldecker Land an, deren Verwaltungssitz sie ist.

## Geographie

### Lage
Weyhausen liegt in der Ebene des Aller-Urstromtals, wobei die Aller durch die Gemeinde fließt. Unmittelbar südlich des Ortes beginnt das Feuchtgebiet des Barnbruchs. Dort zweigt auch der 18 km lange Allerkanal von der Aller ab und leitet das Wasser schneller ab, als es der Fluss in seinem stark mäandrierten Verlauf in diesem Streckenabschnitt abführt. Die engräumigen Flussschleifen verleihen der Landschaft einen reizvollen Aspekt.

### Nachbargemeinden
Die Nachbargemeinden Weyhausens sind (nördlich beginnend im Uhrzeigersinn):
- Bokensdorf
- Tappenbeck
- Wolfsburg
- Osloß

## Geschichte
Die erste urkundliche Erwähnung erfolgte 1344 als Weydehusen. Im Jahre 1350 wurde die Ortschaft von einem Brand zerstört und anschließend wiederaufgebaut. Die ursprüngliche Dorfform war die eines wendischen Rundlings. Laut einem Siedlungsverzeichnis um 1850 bestanden zu dieser Zeit 16 Bauernhöfe.

## Religion

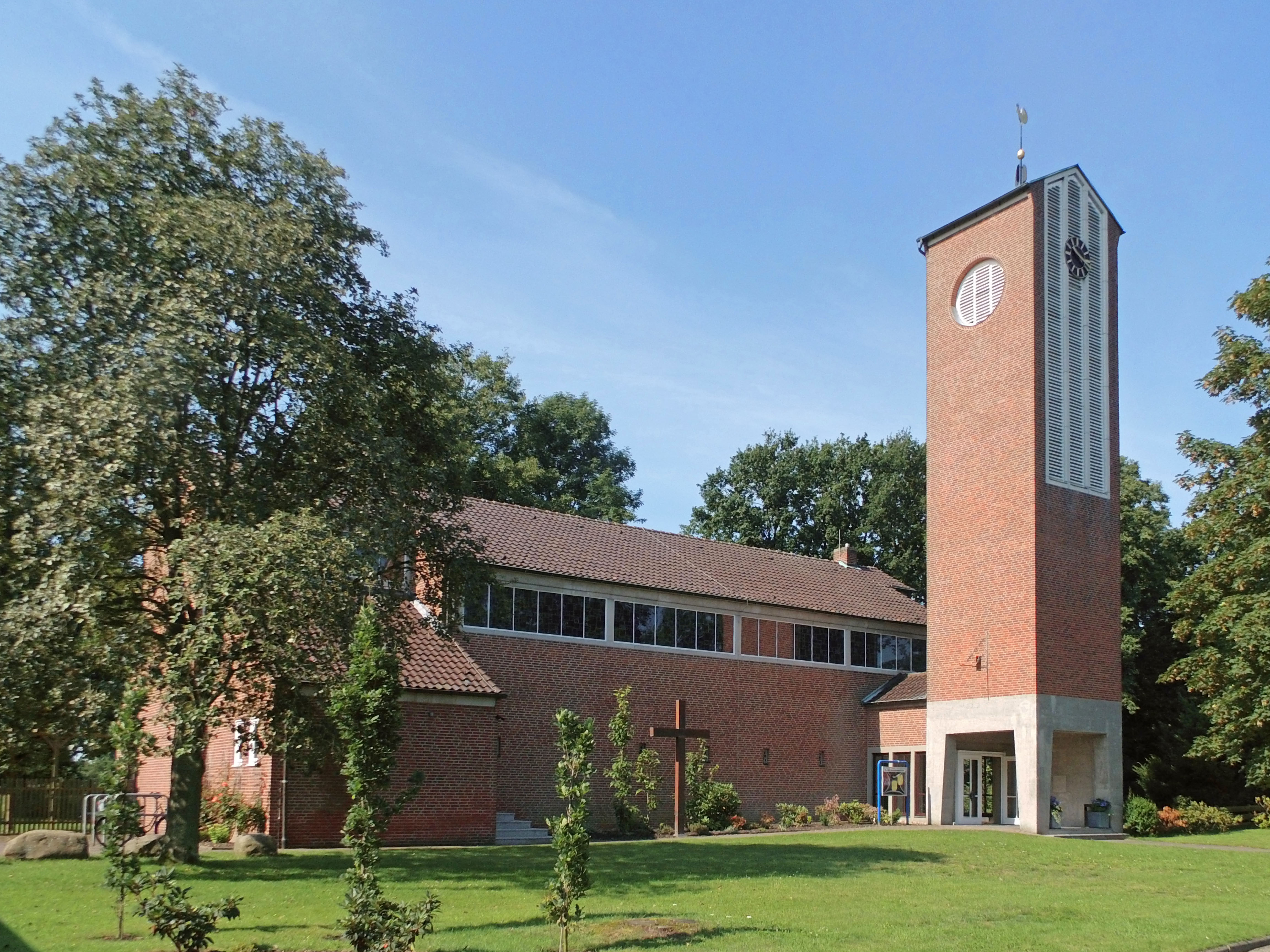
Auferstehungskirche

Die evangelisch-lutherische Auferstehungskirche befindet sich am Kirchweg. Sie wurde von 1958 bis 1962 durch Ernst Witt erbaut und im April 1962 geweiht, zuvor gab es keine Kirche in Weyhausen. Die Orgel ist ein Werk des Orgelbauers Schmidt & Thiemann (Hannover). Ihre gleichnamige Kirchengemeinde gehört zum Kirchenkreis Wolfsburg-Wittingen der Landeskirche Hannovers, zu ihr gehören neben Weyhausen auch Osloß und Tappenbeck.
Die katholischen Einwohner gehören zur Pfarrgemeinde Mutterschaft Mariens in Wolfsburg-Fallersleben.

## Politik

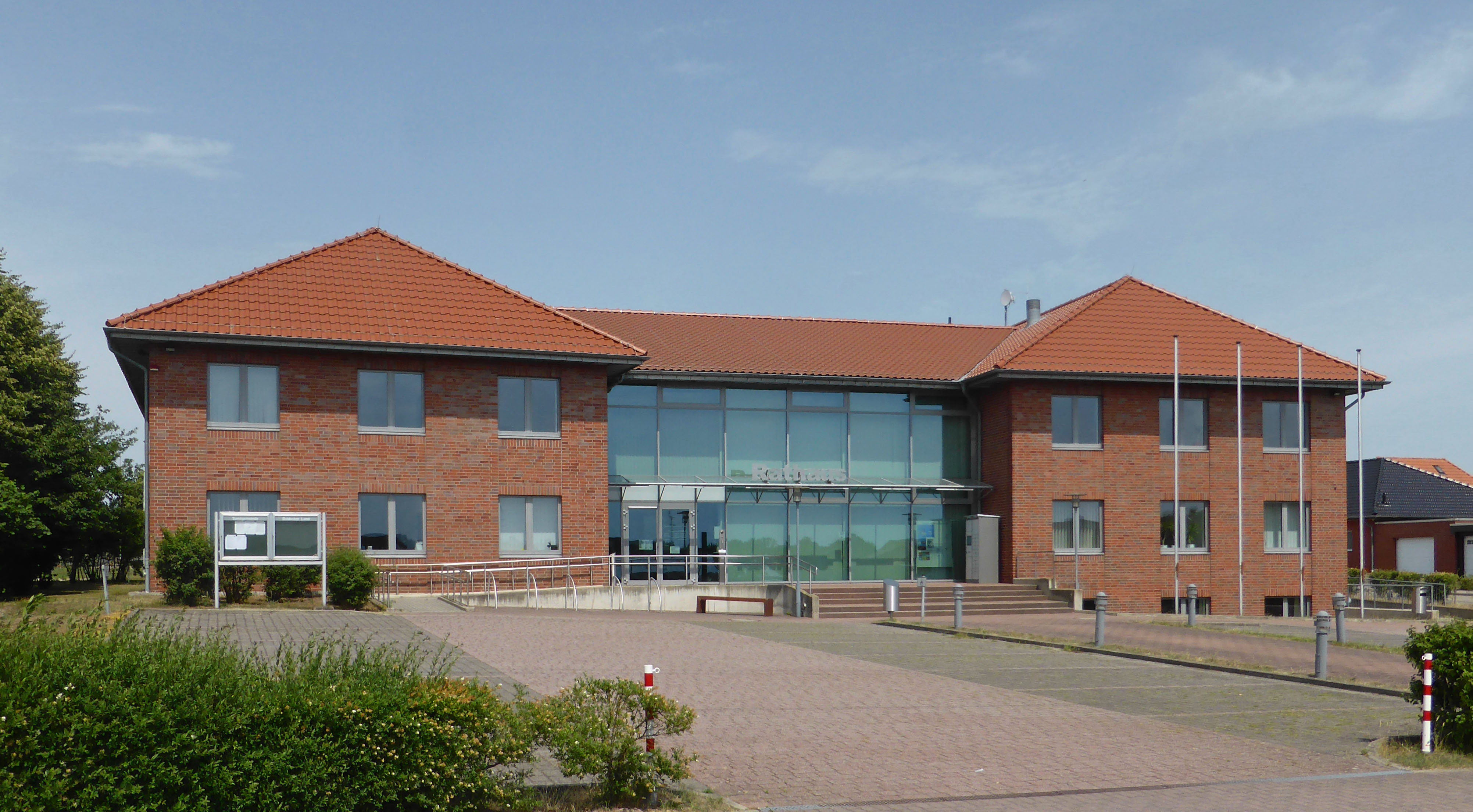
Rathaus

### Rat
Der Rat der Gemeinde Weyhausen setzt sich aus 13 Ratsfrauen und Ratsherren zusammen, einschließlich des ehrenamtlichen Bürgermeisters.
Bei der Kommunalwahl 2021 ergab sich folgende Sitzverteilung:
| Rat 2021Insgesamt 13 Sitze - SPD: 3 - FDP: 1 - WBG: 5 - WGW: 2 - CDU: 2 | Ratswahl 2021Wahlbeteiligung: 62,92 % 403020100 37,4 %25,6 %18 %13,9 %4,1 % WBGaSPDCDUWGWFDPeAnmerkungen:a Weyhäuser Bürger Gemeinschafte Wählergemeinschaft Weyhausen |

### Bürgermeister
Als ehrenamtliche Bürgermeisterin wurde Gaby Klose (WBG) gewählt.

### Wappen
Blasonierung: „Von Blau und Silber linksschräg geteilt; oben: ein wachsender rot bewehrter goldener Löwe, unten über einem roten Herzen ein blauer Wellenbach.“
Der Löwe und das Herz, die auch in den Wappen von Lüneburg und des Landkreises Lüneburg enthalten sind, sollen die Zugehörigkeit zum Landkreis und dem Regierungsbezirk Lüneburg verdeutlichen. Die Anordnung des Löwen steht für die übergeordnete Stellung der Regierung und des Landkreises gegenüber der Gemeinde. Der in Form des Anfangsbuchstabens des Gemeindenamens gezeichnete Wellenbach im Wappen versinnbildlicht die sich durch die Gemeinde schlängelnde Aller. Das Herz stellt die Gemeinde als ein Herz des Regierungsbezirkes und des Kreises dar, vor welches sich der Löwe in aufgerichteter Haltung schützend stellt.
Das Wappen wurde vom Heraldiker Heinz Bannier (* 12. Dezember 1912, † 26. August 1999; er führte die Niedersächsische Wappenrolle von 1983 bis 1991) entworfen.

## Bildung
Der Ort verfügt über einen Kindergarten, eine Grundschule und eine Oberschule. Weitere offiziell zuständige Schulen sind die Integrierte Gesamtschule Sassenburg und das Humboldt-Gymnasium in Gifhorn. Durch die Nähe zu Wolfsburg besuchen die meisten Gymnasiasten ein Wolfsburger Gymnasium.

## Verkehr
Die B 188 führt direkt durch Weyhausen; die A 39 führt mit der Anschlussstelle "Weyhausen" direkt an den Ortsrand Weyhausens, dort geht sie über in die B 248.
Den öffentlichen Personennahverkehr stellt die Verkehrsgesellschaft Landkreis Gifhorn mit mehreren Buslinien sicher.